# 火红地杨梅
火红地杨梅（学名：Luzula rufescens）为灯心草科地杨梅属下的一个种。

## 扩展阅读
- 維基物種上的相關：火红地杨梅